# Alfred Lublin

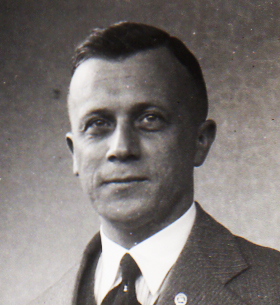
Alfred Lublin, 1935

Alfred Lublin (* 4. Mai 1895 in Bischofsburg; † 20. August 1956 in Sucre) war ein deutscher Arzt und Diabetologe. Er war als Schüler von Oskar Minkowski und später von Gerhardt Katsch ab Mitte der 1920er Jahre wesentlich an der Diabetesforschung in Deutschland beteiligt und wurde 1932 zum außerordentlichen Professor für Innere Medizin an der Universität Greifswald ernannt. Aufgrund seiner jüdischen Abstammung musste er jedoch 1934 die Universität verlassen, fünf Jahre später emigrierte er nach Bolivien, wo er bis zu seinem Tod als Arzt in privater Praxis tätig war.

## Leben
Alfred Lublin wurde 1895 als ältester Sohn seiner Eltern in Bischofsburg im Kreis Rößel geboren und erlangte 1913 am Wilhelms-Gymnasium in Königsberg das Abitur. Anschließend studierte er, mit mehrfachen Unterbrechungen aufgrund seines Militärdienstes während des Ersten Weltkriegs, Medizin an der Universität Genf, der Königsberger Albertina, an der er 1916 die medizinische Vorprüfung ablegte, sowie an der Universität Halle. In Königsberg wurde er im Frühjahr 1914 Mitglied der Burschenschaft Germania. Nachdem er im September 1919 in Halle das Staatsexamen abgelegt und dort im gleichen Jahr auch promoviert hatte, ging er zunächst an das Pathologische Institut der Universität Königsberg und im Mai 1920 an die Medizinische Klinik der Universität Breslau. Hier widmete er sich als Assistenzarzt unter seinem Bundesbruder Oskar Minkowski der Erforschung und Behandlung des Diabetes mellitus, insbesondere des Stoffwechsels der Kohlenhydrate. 1921 heiratete er in Kiel Lilly Völckers, aus der Ehe ging eine Tochter hervor. Im Jahr 1925 wurde er mit einer Arbeit zum Stoffwechsel bei Fettsucht habilitiert, anschließend blieb er in Breslau als Privatdozent.

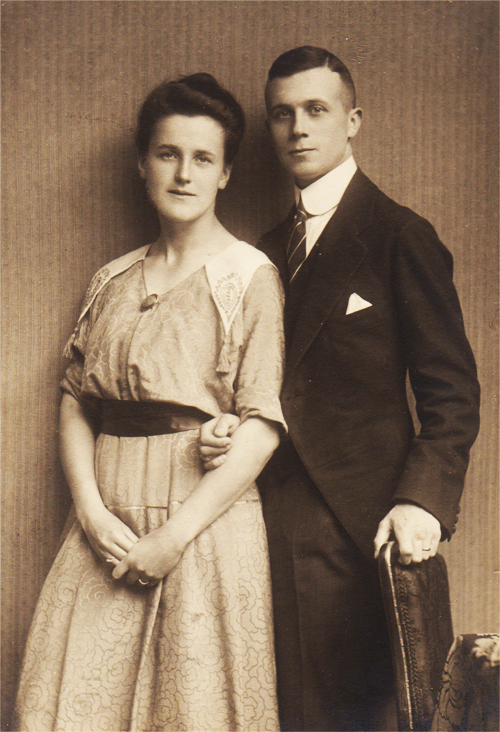
Alfred und Lilly Lublin, 1921

1929 wechselte Alfred Lublin an die Universität Greifswald, an der Gerhardt Katsch ein Jahr zuvor auf den Lehrstuhl für Innere Medizin berufen worden war. Im September 1930 gründete Katsch in Garz auf der Insel Rügen ein Diabetikerheim, Alfred Lublin widmete sich hier der Untersuchung der ersten 300 in Garz behandelten Patienten und zusammen mit Katsch der Entwicklung eines als „produktive Fürsorge“ bezeichneten Konzepts zur Behandlung des Diabetes, das auf einer Kombination aus Insulinzufuhr, angepasster Ernährung, körperlicher Aktivität und Schulung der Patienten beruhte. Nachdem er sich in Greifswald umhabilitiert hatte, wurde er auf Fürsprache von Katsch 1932 zum nichtbeamteten außerordentlichen Professor an der Universität ernannt, ab April 1933 war er Oberarzt an deren Medizinischer Klinik. Im Jahr 1934 wurde er jedoch aufgrund seiner jüdischen Abstammung zunächst für zwei Semester beurlaubt, darüber hinaus wurde ihm die Prüfungserlaubnis entzogen. Nach Ablauf der Beurlaubung wurde er zum 1. Oktober 1935 aus dem Lehrkörper der Universität gestrichen.

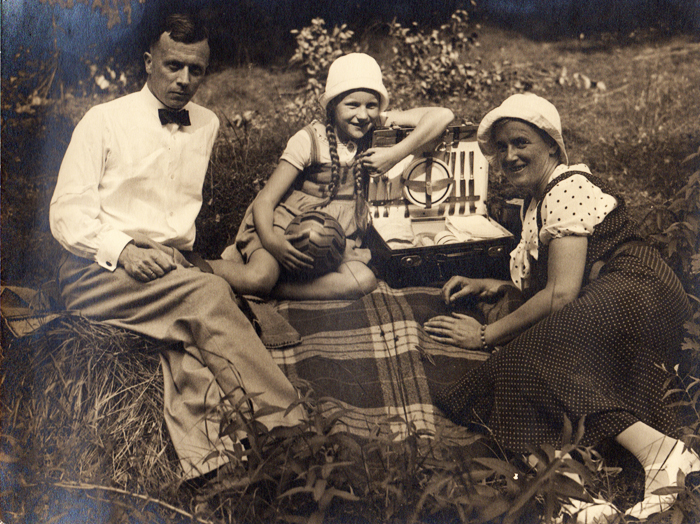
Alfred Lublin mit Ehefrau Lilly und Tochter, 1929

Nachdem im Sommer 1935 eine Bewerbung auf eine Professur in Ankara erfolglos geblieben war, ging Alfred Lublin zurück nach Königsberg und übernahm dort eine internistische Privatpraxis. Von dort emigrierte er wahrscheinlich Ende 1938 nach Litauen. Im September 1939 wanderte er nach Bolivien aus, weil er vom Rektor der Universität der bolivianischen Hauptstadt Sucre eine Zusage auf eine Bewerbung bekommen hatte. Da sein Gehalt als Hochschullehrer in Bolivien jedoch nicht zum Lebensunterhalt ausreichte und er nicht in privater Praxis tätig sein durfte, weil er die ärztliche Prüfung nicht im Land abgelegt hatte, wechselte er auf eine Stelle als Röntgenologe in einem Bergbaukrankenhaus in Oruro. Dort war er sechs Jahre lang tätig und bereitete sich nebenher auf das bolivianische Staatsexamen vor, das er schließlich erfolgreich ablegte. Da er das Leben in den Höhenlagen von Oruro nur schwer ertrug, eröffnete er eine private Praxis in Sucre, wo er bis zu seinem Tod lebte. Obwohl er 1947 die bolivianische Staatsbürgerschaft erhalten hatte, bemühte er sich nach dem Ende des Krieges wahrscheinlich um eine Rückkehr nach Deutschland. Er starb 1956 in Sucre an den Folgen eines Herzinfarkts.

## Werke (Auswahl)
- Der Einfluß des Insulins auf die Kohlenhydratverwertung im nichtdiabetischen Organismus. Ein Beitrag zur Frage der Mastkuren mit Insulin. In: Naunyn-Schmiedeberg's Archiv für Pharmakologie. 115/1926. S. 101–116
- Untersuchungen über die Kohlenhydratverwertung im nichtdiabetischen Organismus. In: Naunyn-Schmiedeberg's Archiv für Pharmakologie. 125/1927. S. 229–241
- Produktive Diabetikerfürsorge. Ein Bericht über Ziele und Erfahrungen des ersten deutschen Diabetikerheimes in Garz auf Rügen. Leipzig 1932